# Flekkefjord
Flekkefjord é uma comuna da Noruega, com 539 km² de área e 8 918 habitantes (censo de 2004).         